# Cabo Hallett

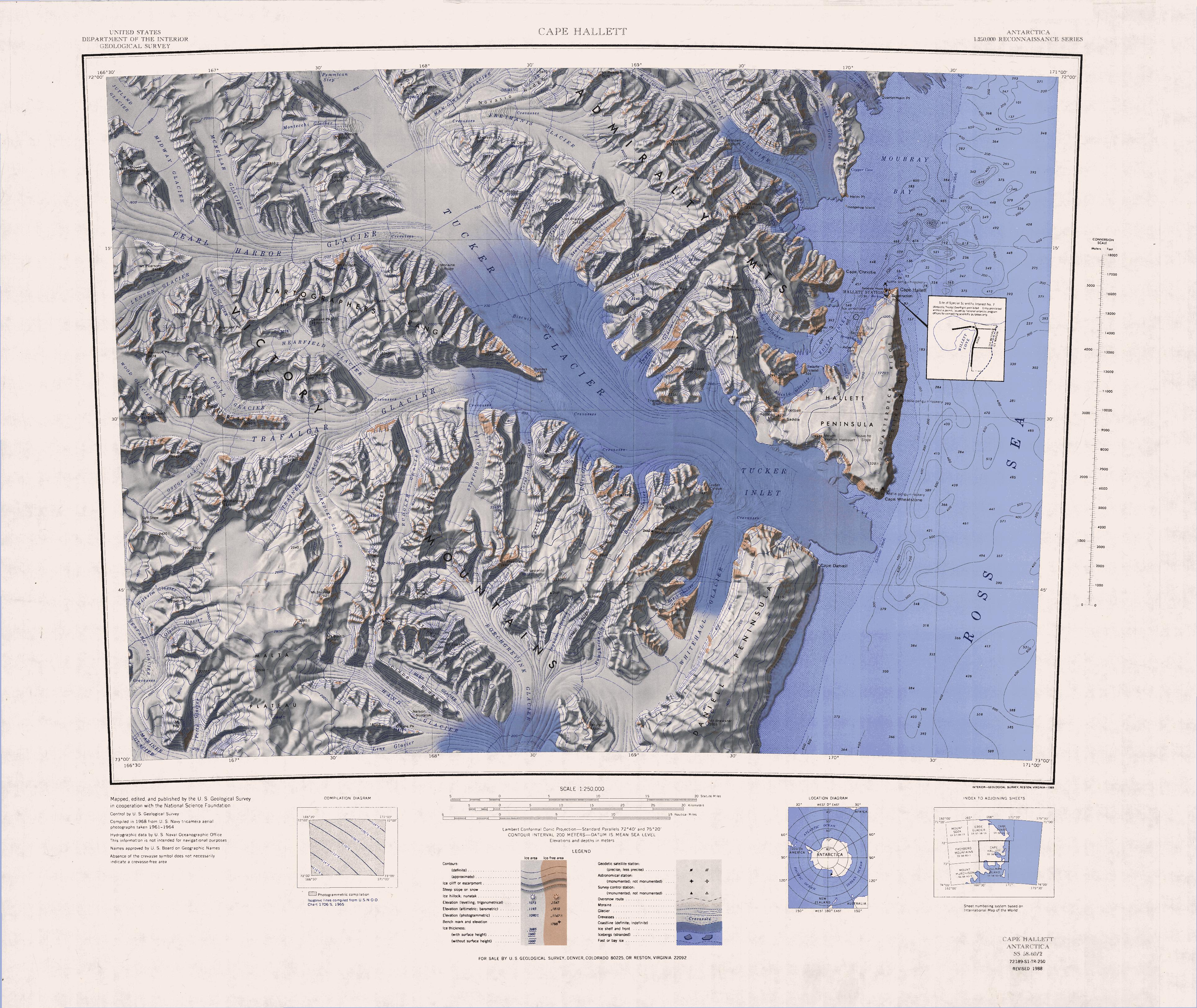
Mapa topográfico da área do Cabo Hallett

O cabo Hallett é uma área livre de gelo (oásis antártico) na ponta norte da Península Hallett no Mar de Ross costa da Terra de Vitória, Antártica Leste.  Uma comunidade muito grande do pinguim-de-adélia está localizada no Cabo Hallett. O cabo Adare está a 101 km a norte.
Em 1956, durante a Operação Deep Freeze II, o navio USS Arneb foi danificado por uma banquisa de gelo no Cabo Hallett.